# Emil Forselius
Emil Forselius, nacido Lars Emil Jansson, (Västervik, Suecia, 23 de noviembre de 1974 - Södermalm, Estocolmo, 1 de marzo de 2010) fue un actor sueco.
Pasó su infancia en Tandsbyn. Entre los años 1998 y 2002 Forselius estudió en Teaterhögskolan i Stockholm. En 1998 recibió un Premio Guldbagge para su participación como Lasse en la película de 1997 Tic Tac. Se suicidó el primer día de marzo del año 2010.

## Filmografía escogida
- 1998,  Sista kontraktet
- 1998, Beck – Vita nätter
- 2001,  Sprängaren
- 2007,  Himmelblå (TV)
- 2010,  Wallander – Indrivaren